# 傑氏波魚
傑氏波魚（学名：Rasbora jacobsoni）為輻鰭魚綱鯉形目鯉科波魚屬的一個種，該物種主要分布於亞洲蘇門答臘中部，體長可達3.5公分，棲息在中底層水域。